# البياضة (لبنان)

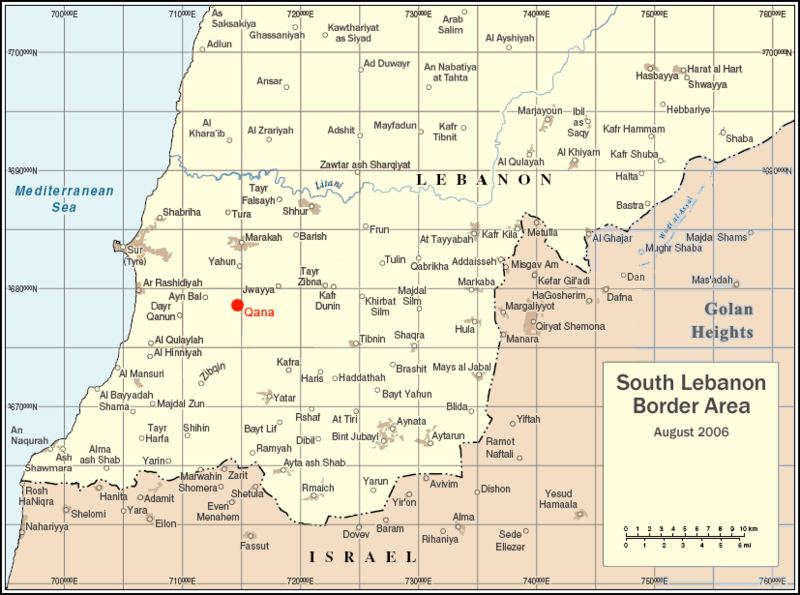

البياضة (لبنان) - هي إحدي المناطقق اللبنانية علي ساحل البحر المتوسط بالقرب من حدود اسرائیل . وتتسم بموقعها الجغرافي الخلاب ، وتضمنها للعديد من الأماكن السياحية والترفيهية .

## الموقع
تقع البياضة في قضاء صور جنوب لبنان على بعد 41 كم تقريباً من العاصمة بيروت، وتبعد عن مدينة صور 44 كم.
تعتبر البياضة الناقورة بداية لمنطقة جبلية مُدرّجة ترتفع كلما اتجهنا شمالاً حتى مدينة صور، ما جعل أهل جنوب لبنان يطلقون اسم «الجبل المُشقح» على الجبل الممتد شمالاً والذي يُطلق عليه لقب «سُلم صور».